# Simons Foundation
Die Simons Foundation ist eine von dem Mathematiker und Hedge-Fonds-Manager James Simons und seiner Frau Marilyn Simons gegründete Stiftung. Ihr Ziel ist die Förderung mathematischer und grundlagenwissenschaftlicher Forschung.
Sie vergibt Fördergelder in den Feldern
- Mathematik und Naturwissenschaften
- Lebenswissenschaften
- Autismusforschung
- Öffentlichkeitsarbeit und Bildung.[3]

Die Simons Foundation finanziert die wissenschaftsjournalistischen Onlinepublikationen Quanta Magazine (seit 2012; Schwerpunkt auf Mathematik, Theoretische Physik, Theoretische Informatik und grundlegende Biowissenschaften) und Spectrum (seit 2015; Schwerpunkt Autismus).